# Arttu Hoskonen
Arttu Hoskonen (Turku, 16 aprile 1997) è un calciatore finlandese, difensore dello Stockport County.

## Carriera

### Club
Cresciuto nel settore giovanile dell'Inter Turku, ha esordito in prima squadra il 9 maggio 2016 disputando l'incontro di Veikkausliiga perso 1-2 contro l'IFK Mariehamn.

### Nazionale
Dopo avere rappresentato la nazionale Under-20 finlandese, il 17 novembre 2022 esordisce in nazionale maggiore nell'amichevole pareggiata per 1-1 contro la Macedonia del Nord.
Il 13 ottobre 2024 realizza il suo primo gol per la massima selezione finlandese nella sconfitta interna in Nations League contro l'Inghilterra.

## Statistiche

### Presenze e reti nei club
Statistiche aggiornate all'8 novembre 2021.
| Stagione           | Squadra            | Campionato         | Campionato | Campionato | Coppe nazionali | Coppe nazionali | Coppe nazionali | Coppe continentali | Coppe continentali | Coppe continentali | Altre coppe | Altre coppe | Altre coppe | Totale | Totale |
| Stagione           | Squadra            | Comp               | Pres       | Reti       | Comp            | Pres            | Reti            | Comp               | Pres               | Reti               | Comp        | Pres        | Reti        | Pres   | Reti   |
| ------------------ | ------------------ | ------------------ | ---------- | ---------- | --------------- | --------------- | --------------- | ------------------ | ------------------ | ------------------ | ----------- | ----------- | ----------- | ------ | ------ |
| 2015               | Inter Turku        | VL                 | 0          | 0          | CF+CdL          | 0               | 0               |                    | -                  | -                  |             | -           | -           | 0      | 0      |
| 2016               | Inter Turku        | VL                 | 18         | 0          | CF+CdL          | 0               | 0               |                    | -                  | -                  |             | -           | -           | 18     | 0      |
| 2017               | Inter Turku        | VL                 | 6          | 0          | CF              | 0               | 0               |                    | -                  | -                  |             | -           | -           | 6      | 0      |
| 2018               | Inter Turku        | VL                 | 25         | 1          | CF              | 6               | 1               |                    | -                  | -                  |             | -           | -           | 31     | 2      |
| 2019               | Inter Turku        | VL                 | 16         | 0          | CF              | 4               | 0               | UEL                | 1                  | 0                  |             | -           | -           | 21     | 0      |
| 2020               | Inter Turku        | VL                 | 17         | 1          | CF              | 9               | 0               | UEL                | 1                  | 0                  |             | -           | -           | 27     | 1      |
| 2021               | Inter Turku        | VL                 | 13         | 0          | CF              | 5               | 1               | UECL               | 2                  | 0                  |             | -           | -           | 20     | 1      |
| Totale Inter Turku | Totale Inter Turku | Totale Inter Turku | 95         | 2          |                 | 24              | 2               |                    | 4                  | 0                  |             | -           | -           | 123    | 4      |
| 2022               | HJK                | VL                 | 21         | 3          | CF              | 2               | 0               | UCL+UEL            | 4+9                | 0                  |             | -           | -           | 36     | 3      |
| gen.-giu. 2023     | KS Cracovia        | E                  | 11         | 1          |                 | -               | -               |                    | -                  | -                  |             | -           | -           | 11     | 1      |
| Totale carriera    | Totale carriera    | Totale carriera    | 127        | 6          |                 | 26              | 2               |                    | 17                 | 0                  |             | -           | -           | 170    | 8      |

### Cronologia presenze e reti in nazionale
| Cronologia completa delle presenze e delle reti in nazionale ― Finlandia | Cronologia completa delle presenze e delle reti in nazionale ― Finlandia | Cronologia completa delle presenze e delle reti in nazionale ― Finlandia | Cronologia completa delle presenze e delle reti in nazionale ― Finlandia | Cronologia completa delle presenze e delle reti in nazionale ― Finlandia | Cronologia completa delle presenze e delle reti in nazionale ― Finlandia | Cronologia completa delle presenze e delle reti in nazionale ― Finlandia | Cronologia completa delle presenze e delle reti in nazionale ― Finlandia |
| Data                                                                     | Città                                                                    | In casa                                                                  | Risultato                                                                | Ospiti                                                                   | Competizione                                                             | Reti                                                                     | Note                                                                     |
| ------------------------------------------------------------------------ | ------------------------------------------------------------------------ | ------------------------------------------------------------------------ | ------------------------------------------------------------------------ | ------------------------------------------------------------------------ | ------------------------------------------------------------------------ | ------------------------------------------------------------------------ | ------------------------------------------------------------------------ |
| 17-11-2022                                                               | Skopje                                                                   | Macedonia del Nord                                                       | 1 – 1                                                                    | Finlandia                                                                | Amichevole                                                               | -                                                                        |                                                                          |
| 20-11-2022                                                               | Oslo                                                                     | Norvegia                                                                 | 1 – 1                                                                    | Finlandia                                                                | Amichevole                                                               | -                                                                        | 76’                                                                      |
| 9-1-2023                                                                 | Faro                                                                     | Svezia                                                                   | 2 – 0                                                                    | Finlandia                                                                | Amichevole                                                               | -                                                                        |                                                                          |
| 16-6-2023                                                                | Helsinki                                                                 | Finlandia                                                                | 2 – 0                                                                    | Slovenia                                                                 | Qual. Euro 2024                                                          | -                                                                        |                                                                          |
| 7-9-2023                                                                 | Astana                                                                   | Kazakistan                                                               | 0 – 1                                                                    | Finlandia                                                                | Qual. Euro 2024                                                          | -                                                                        |                                                                          |
| 10-9-2023                                                                | Helsinki                                                                 | Finlandia                                                                | 0 – 1                                                                    | Danimarca                                                                | Qual. Euro 2024                                                          | -                                                                        |                                                                          |
| 14-10-2023                                                               | Lubiana                                                                  | Slovenia                                                                 | 3 – 0                                                                    | Finlandia                                                                | Qual. Euro 2024                                                          | -                                                                        |                                                                          |
| 17-10-2023                                                               | Helsinki                                                                 | Finlandia                                                                | 1 – 2                                                                    | Kazakistan                                                               | Qual. Euro 2024                                                          | -                                                                        |                                                                          |
| 20-11-2023                                                               | Serravalle                                                               | San Marino                                                               | 1 – 2                                                                    | Finlandia                                                                | Qual. Euro 2024                                                          | -                                                                        |                                                                          |
| 26-3-2024                                                                | Helsinki                                                                 | Finlandia                                                                | 2 – 1                                                                    | Estonia                                                                  | Amichevole                                                               | -                                                                        |                                                                          |
| 7-6-2024                                                                 | Glasgow                                                                  | Scozia                                                                   | 2 – 2                                                                    | Finlandia                                                                | Amichevole                                                               | -                                                                        | [ 8 ]                                                                    |
| 7-9-2024                                                                 | Il Pireo                                                                 | Grecia                                                                   | 3 – 0                                                                    | Finlandia                                                                | UEFA Nations League 2024-2025 - 1º turno                                 | -                                                                        |                                                                          |
| 10-9-2024                                                                | Londra                                                                   | Inghilterra                                                              | 2 – 0                                                                    | Finlandia                                                                | UEFA Nations League 2024-2025 - 1º turno                                 | -                                                                        |                                                                          |
| 10-10-2024                                                               | Helsinki                                                                 | Finlandia                                                                | 1 – 2                                                                    | Irlanda                                                                  | UEFA Nations League 2024-2025 - 1º turno                                 | -                                                                        |                                                                          |
| 13-10-2024                                                               | Helsinki                                                                 | Finlandia                                                                | 1 – 3                                                                    | Inghilterra                                                              | UEFA Nations League 2024-2025 - 1º turno                                 | 1                                                                        |                                                                          |
| 14-11-2024                                                               | Dublino                                                                  | Irlanda                                                                  | 1 – 0                                                                    | Finlandia                                                                | UEFA Nations League 2024-2025 - 1º turno                                 | -                                                                        |                                                                          |
| 17-11-2024                                                               | Helsinki                                                                 | Finlandia                                                                | 0 – 2                                                                    | Grecia                                                                   | UEFA Nations League 2024-2025 - 1º turno                                 | -                                                                        |                                                                          |
| 7-6-2025                                                                 | Helsinki                                                                 | Finlandia                                                                | 0 – 2                                                                    | Paesi Bassi                                                              | Qual. Mondiali 2026                                                      | -                                                                        |                                                                          |
| 10-6-2025                                                                | Helsinki                                                                 | Finlandia                                                                | 2 – 1                                                                    | Polonia                                                                  | Qual. Mondiali 2026                                                      | -                                                                        |                                                                          |
| Totale                                                                   |                                                                          | Presenze                                                                 | 19                                                                       |                                                                          | Reti                                                                     | 1                                                                        |                                                                          |

## Palmarès

### Club

#### Competizioni nazionali
- Campionato finlandese: 1

HJK: 2022
- Coppa di Finlandia: 1

Inter Turku: 2017-2018